# Scrat's Continental Crack-Up: Part 2
Scrat's Continental Crack-Up: Part 2 is een Amerikaanse korte film, geregisseerd door Steve Martino en Mike Thurmeier. Het is de vijfde korte film van deze franchise. De voorloper verscheen op 25 december 2010. Deze korte film kwam echter op 16 november 2011 op iTunes uit. Later verscheen hij voor het eerst in de bioscoop op de première van Alvin and the Chipmunks: Chipwrecked. Hij werd gemaakt door Blue Sky Studios(de animatie-afdeling van 20th Century Fox). Hij won echter geen prijzen zoals de eerste twee korte films. Scrat's Continental Crack-Up: Part 2 diende als tweede teaser op de vierde langspeelfilm in de franchise: Ice Age: Continental Drift. Het bleek later grotendeels een onderdeel te zijn van diezelfde film.

## Plot
Het verhaal gaat direct voort op de voorgaande korte film. Nadat de continenten uiteen gedreven zijn, drijft Scrat de eekhoorn nog rond op een stukje ijs. Hij komt uiteindelijk terecht op een klein eilandje met 1 boom. Daar vindt hij een skelet van een andere sabeltandeekhoorn die naar een kant van het eiland wijst. Scrat pakt vervolgens een zware rots om aan die kant snel naar de zeebodem te gaan. Daar vindt hij een schatkaart naar een notenparadijs (Scratlantis). Scrat en de kaart worden echter ingehaald met een werphaak, samen met een krab. Scrat komt terecht op het piratenschip bij Gut, Shira, Squint, Flynn en Silas. Aan boord wordt hij mee vastgebonden bij Manny, Sid en Diego rond de mast.

## Rolverdeling
- Chris Wedge als Scrat de eekhoorn
- Peter Dinklage als Kapitein Gut de aap
- John Leguizamo als Sid de luiaard
- Ray Romano als Manny de mammoet
- Denis Leary als Diego de sabeltandtijger
- Jennifer Lopez als Shira de sabeltandtijger
- Aziz Ansari als Squint het konijn
- Nick Frost als Flynn de zeeolifant
- Alain Chabat als Silas de stormvogel
- Jason Fricchione als de krab

## Ice Age: Continental Drift
In de langspeelfilm Ice Age: Continental Drift wordt de korte film lichtjes veranderd. Bij het inhalen blijft hij met een vis als onderkant vastgeplakt aan de boeg van het piratenschip. Hierdoor is Scrat zogezegd een boegbeeld. Scrat wordt later nog wel buiten beeld aan boord gehaald waarbij hij gebruikt wordt als schietschijf aan de mast terwijl Manny, Diego en Sid er zoals in de korte film aan vastgebonden zijn. Diego is echter anders vastgebonden.
In de film zie je tevens ook het vervolg op de korte film. Dit gaat als volgt. Scrat komt terecht in Scratlantis waar hij pratende en intelligente sabeltandeekhoorns ontmoet. Scrat veroorzaakt echter het einde van dat rijk waardoor hij de leegloop van de oermeren in Noord-Amerika zogezegd veroorzaakt. Scratlantis verandert in de droge Death Valley.